# Dipartimento del Musone
Il dipartimento del Musone fu un dipartimento del Regno d'Italia, esistito dal 1808 al 1815. Prendeva il nome dal fiume Musone e aveva per capoluogo Macerata.

## Territorio
Il dipartimento del Musone ereditava il territorio dell'omonima articolazione amministrativa della Repubblica Romana, sopravvissuta solo un anno. Includeva però altri territori della futura provincia di Ancona, come Rocca Contrada, e soprattutto inglobò il distretto di Camerino, sottratto alla giurisdizione truentina il 20 aprile 1808 e definitivamente assegnato al Musone il 25 luglio seguente. Invece il territorio di Gubbio, pur acquisito al Regno d'Italia, fu annesso al Metauro nel 1810.
Il dipartimento confinava a nord con il dipartimento del Metauro, a ovest con l'Impero francese, a sud con il dipartimento del Tronto e a est con il mar Adriatico.

## Storia
Il dipartimento del Musone fu ricostituito l'11 maggio 1808, con lo scorporo delle Marche dallo Stato della Chiesa e la loro annessione al Regno d'Italia. Il suo assetto fu mantenuto brevemente anche tra l'aprile e il maggio 1815 durante l'occupazione di Gioacchino Murat.